# تپه جعفر آباد۲
تپه جعفرآباد۲ مربوط به سده‌های اولیه دوران‌های تاریخی پس از اسلام است و در شهرستان میانه، بخش مرکزی، دهستان اوچ‌تپه شرقی، شمال شرقی روستای جعفرآباد واقع شده و این اثر در تاریخ ۱۵ اسفند ۱۳۸۵ با شمارهٔ ثبت ۱۷۹۳۰ به‌عنوان یکی از آثار ملی ایران به ثبت رسیده است.